# Benet Casablancas i Domingo
Benet Casablancas i Domingo (* 2. April 1956 in Sabadell) ist ein katalanischer Komponist, Musikwissenschaftler und Musikpädagoge. Casablancas wirkte seit 2002 akademischer Direktor des  Conservatori del Liceu in Barcelona. In der Nachfolge der Musikavantgarde des 20. Jahrhunderts komponierte er Werke wie Sis escenes de Hamlet (1989, Sechs Szenen aus Hamlet), La Petita música nocturna (1992, Die kleine Nachtmusik) oder die Tres epigrames per a orquestra (2001, Drei Epigramme für Orchester).

## Leben und Werk
Von 1973 bis 1980 studierte Benet Casablancas bei Josep Soler und Antoni Ros i Marbà am Städtischen Musikkonservatorium Barcelona. Parallel studierte er Philosophie an der Universitat Autònoma de Barcelona und erwarb in diesem Fach 1982 ein Lizenziat. Im Jahr 2000 promovierte er an der gleichen Universität in Musikwissenschaften mit einer Arbeit über die Musikanalyse. Mit einem Stipendium der Fundació Congrés de Cultura Catalana studierte er von 1982 bis 1983 unter anderem bei Friedrich Cerha und Karl Heinz Füssl in Wien.
Casablancas arbeitete mit renommierten nationalen und internationalen Solisten, Ensembles und Orchestern zusammen. Genannt seien hier das Orquestra de Cambra del Teatre Lliure, das Orquestra Simfònica de Barcelona i Nacional de Catalunya, das Orquesta Nacional de España, das BBC Symphony Orchestra, London Philharmonic Orchestra, die London Sinfonietta, das Trio de Barcelona, das Kandinsky Streichertrio oder die Pianisten Josep Colom, Jordi Masó, Miquel Villalba und Ananda Sukarlan.
Casablancas war von jeher daran interessiert, Verbindungen der Musik zu anderen künstlerischen Sprachen wie Poesie, Literatur auf der einen sowie Malerei und Bildender Kunst auf der anderen Seite herzustellen. Hinsichtlich Literatur und Poesie müssen die Vertonungen des Textes D’Humanal Fragment von Josep-Ramón Bach für Mezzosopran und Streichquartett oder The Lake von Edgar Allan Poe, symphonisch vertont für Altstimme und Orchester, genannt werden. Das Retable sobre Textos de Paul Klee für Sopran, Mezzosopran und Klavier sowie die Sieben Szenen Hamlets für Erzähler und Orchester sind die meist interpretierten Werke des Komponisten überhaupt. Die Shakespeare-Stücke, insbesondere Der Sturm inspirierten das Werk The Dark Backward of Time für großes Symphonieorchester. Casablancas beschäftigte sich in seinen Drei Haikus für Klavier und in dem Haiku für Violine, Cello und Klavier mit der japanischen Gedichtform des Haikus. Diese Werke wurden 2009 während Casablancas Konzerttournee in Japan uraufgeführt. Musikalische Werkreferenzen in Hinsicht auf die Bildende Kunst finden wir beispielsweise in dem Impromptu für Orchester Alter Klang (so auch Casablancas Titel) nach Paul Klees gleichnamigem rhythmischem Gefüge von Quadraten und Rechtecken oder in den Four Darks in Red, der bekannten dunklen Farbpalette aus Schwarz, Braun und Rot des russisch-amerikanischen Künstlers Mark Rothko. Im Februar 2019 wurde Casablancas erste Oper L’enigma di Lea (Das Geheimnis der Lea) nach einer Idee und Texten von Rafael Argullol am Gran Teatre del Liceu uraufgeführt.
Casablancas schuf Auftragswerke für das Orquestra de Cambra Teatre Lliure, das Orquestra Simfònica de Barcelona i Nacional de Catalunya, das Orquesta Nacional de España, das Miller Theatre an der Columbia University in New York, das Royal Liverpool Philharmonic Orchestra, das Festival de Músiques de Torroella de Montgrí und weitere. In den letzten Jahren wurden seine Werke an so prominente Stellen wie dem Haus des Wiener Musikvereins oder der Barbican Hall in London aufgeführt. Interpretationen von Casablancas Werken auf Tonträgern erschienen auf den Labeln Naxos, Columna Música, Stradivarius, Fundació Música Contemporània/Emec und Anemos.
Casablancas kompositorisches Werk zeugt von einem umfassenden Wissen der Musik- aber auch der Kunst- und Literaturgeschichte, insbesondere derjenigen des 20. Jahrhunderts. Dieses Wissen verwendete bzw. verwendet Casablancas kritisch für sein eigenes Schaffen. Zu Beginn seiner Komponistenlaufbahn überwogen Einflüsse der Seriellen Musik und der Kontrapunktik. In seinen späteren Phasen entwickelte er eine klare, harmonische Tonsprache, in der das Interesse an musikalischer Struktur und das Interesse an intensiver Expressivität Hand in Hand gehen.
Neben seiner kompositorischen Tätigkeit wirkt Casablancas als Pädagoge und Essayist. Er beriet in Hinsicht auf Musikprojekte unter anderem die Fundació la Caixa (Stiftung des katalanischen Sparkassenverbandes), das Gran Teatre del Liceu und das Musiklexikon The New Grove. Er unterrichtete an den Konservatorien von Badalona, der Escola de Música de Barcelona und an der Universitat d’Alcalá de Henares in Madrid. Er war auch der pädagogische Direktor des Jove Orquestra Nacional de Catalunya, des katalanischen Jugendorchesters. Seit 2002 wirkte er neben der Generaldirektorin Maria Serrat als Akademischer Direktor des Conservatori del Liceu. In Fachzeitschriften wie L’Avenç, Recerca Musicològica, Quodlibet oder Arietta veröffentlichte er zahlreiche Musikartikel. Für das Journal of the Beethoven Society of Europe verfasste er im Jahr 2000 den Essay Humor in der Musik. Witz, Parodie und Ironie. (Reichenberger, Berlín, 2000) sowie das Werk La música catalana i les avantguardes europees (1916–1938) (1999, Die katalanische Musik und die europäische Avantgarde (1916–1938)).
Casablancas erhielt zahlreiche Auszeichnungen, darunter 1984 den Ferran Sor Preis der Generalitat de Catalunya, 1986 den New Yorker II Musician’s Accord, 1988 den XVI Internationalen Òscar Esplà Musikpreis, im gleichen Jahr den Premi Nacional del Disc, 1992 den Premi Ciutat de Barcelona (Musikpreis der Stadt Barcelona), 1996 den Amsterdamer Composer’s Arena, 2007 den Premi Nacional de Cultura de la Generalitat de Catalunya (Nationaler Kulturpreis der katalanischen Regierung) und 2013 den Premio Nacional de música del Ministeri de Cultura espanyol (Nationaler spanischer Musikpreis, Musikpreis des spanischen Kulturministeriums).